# Elisabetta di Polonia
Elisabetta di Polonia (in polacco Elżbieta Kazimierzówna; 1326 – Świątkach, 1361) era la figlia maggiore di Casimiro III di Polonia e della prima moglie Aldona di Lituania. Fu duchessa consorte di Pomerania.

## Famiglia natale
Elisabetta aveva una sorella, Cunegonda, che sposò Ludovico VI il Romano.
Dopo la morte di Aldona, suo padre si sposò altre tre volte. Dalla seconda moglie, Adelaide d'Assia, non ebbe figli; il suo matrimonio non venne mai sciolto propriamente, ciò nonostante egli sposò segretamente la sua amante, Cristina, ma anch'essa non gli generò eredi. Casimiro III si risposò quindi per la quarta ed ultima volta con Edvige di Żagań, figlia di Enrico V di ferro, duca di Żagań; da essa ebbe tre figlie, Anna, contessa di Cilli, Cunegonda ed Edvige. Elisabetta non visse però abbastanza a lungo per vedere la nascita delle sorellastre.
Quando Casimiro sposò Edvige egli non aveva ancora ottenuto il completo annullamento dei precedenti matrimoni con Adelaide e Cristina, cosicché egli fu considerato colpevole di bigamia e le sue tre figlie illegittime.

## Matrimonio
Elisabetta era stata originariamente promessa in sposa a quello che sarebbe diventato suo cognato, Ludovico VI; Casimiro III doveva infatti concludere un accordo con il padre dello sposo, l'imperatore Ludovico IV. In un secondo momento Casimiro decise di maritare con Ludovico la figlia più giovane, Cunegonda.
Il 24 febbraio 1343, a Poznań, Casimiro e Wartislaw IV, duca di Pomerania, strinsero un accordo contro l'Ordine Teutonico; contemporaneamente fu deciso che Elisabetta avrebbe sposato il figlio di Wartislaw, Boghislao. Il matrimonio fu celebrato a Poznań il 28 febbraio dello stesso anno e la sposa ricevette dal padre una dote di 20 000 kop.
Durante il suo matrimonio, Elisabetta visse per lo più nel castello di Praga o di Darłowo; essa ebbe due figli:
- Elisabetta[2] (1347 – 15 aprile 1393), moglie di Carlo IV di Lussemburgo;
- Casimiro IV, (1351 circa – 2 gennaio 1377).

Nel 1363 sua figlia Elisabetta di Pomerania venne accompagnata dal nonno Casimiro il Grande a Cracovia, dove sposò l'Imperatore del Sacro Romano Impero, Carlo IV di Lussemburgo; una delle molte feste nuziali venne tenuta a Wierzynek.
Elisabetta, comunque, non poté essere presente al matrimonio della figlia, infatti essa morì nel 1361, in un monastero dell'Ordine di Sant'Agostino a Świątkach, dove fu sepolta. Suo marito, l'anno seguente, si risposò con Adelaide di Brunswick-Grubenhagen; alla sua morte, salì sul trono ducale di Pomerania il figlio avuto da Elisabetta, Casimiro.
La figlia Elisabetta fu madre di numerosi figli, tra cui Anna di Boemia, che sposò re Riccardo II d'Inghilterra, e Sigismondo, succeduto al trono imperiale, che sposò Maria d'Ungheria e, rimasto vedovo, Barbara di Cilli.
Elisabetta è una dei patroni della Scuola Superiore di Szczecinek; annualmente si tiene una festa in suo onore, spesso accompagnata da un banchetto a Wierzynek.

## Ascendenza
|                         |          |                    | Genitori                |  |  | Nonni |  |  | Bisnonni              |  |  | Trisnonni            |  |
|                         |          |                    |                         |  |  |       |  |  | Casimiro I di Cuiavia |  |  | Corrado I di Polonia |  |
|                         |          |                    |                         |  |  |       |  |  | Casimiro I di Cuiavia |  |  | Corrado I di Polonia |  |
|                         |          | Agafia di Rus      |                         |  |  |       |  |  | Casimiro I di Cuiavia |  |  |                      |  |
| Ladislao I di Polonia   |          |                    |                         |  |  |       |  |  | Casimiro I di Cuiavia |  |  |                      |  |
|                         |          | Eufrosina di Opole | Casimiro I di Opole     |  |  |       |  |  |                       |  |  |                      |  |
|                         |          | Eufrosina di Opole | Casimiro I di Opole     |  |  |       |  |  |                       |  |  |                      |  |
|                         |          | Eufrosina di Opole | …                       |  |  |       |  |  |                       |  |  |                      |  |
| Casimiro III di Polonia |          | Eufrosina di Opole |                         |  |  |       |  |  |                       |  |  |                      |  |
|                         |          | Boleslao il Pio    | Ladislao Odonic         |  |  |       |  |  |                       |  |  |                      |  |
|                         |          | Boleslao il Pio    | Ladislao Odonic         |  |  |       |  |  |                       |  |  |                      |  |
|                         |          | Boleslao il Pio    | Jadwiga di Pomerania    |  |  |       |  |  |                       |  |  |                      |  |
| Edvige di Kalisz        |          | Boleslao il Pio    |                         |  |  |       |  |  |                       |  |  |                      |  |
|                         |          | Iolanda di Polonia | Béla IV d'Ungheria      |  |  |       |  |  |                       |  |  |                      |  |
|                         |          | Iolanda di Polonia | Béla IV d'Ungheria      |  |  |       |  |  |                       |  |  |                      |  |
|                         |          | Iolanda di Polonia | Maria Lascaris di Nicea |  |  |       |  |  |                       |  |  |                      |  |
| Elisabetta di Polonia   |          | Iolanda di Polonia |                         |  |  |       |  |  |                       |  |  |                      |  |
|                         | Butvydas | …                  |                         |  |  |       |  |  |                       |  |  |                      |  |
|                         | Butvydas | …                  |                         |  |  |       |  |  |                       |  |  |                      |  |
|                         | Butvydas | …                  |                         |  |  |       |  |  |                       |  |  |                      |  |
| Gediminas               | Butvydas |                    |                         |  |  |       |  |  |                       |  |  |                      |  |
|                         |          | …                  | …                       |  |  |       |  |  |                       |  |  |                      |  |
|                         |          | …                  | …                       |  |  |       |  |  |                       |  |  |                      |  |
|                         |          | …                  | …                       |  |  |       |  |  |                       |  |  |                      |  |
| Aldona di Lituania      |          | …                  |                         |  |  |       |  |  |                       |  |  |                      |  |
|                         |          | Ivan di Polack     | …                       |  |  |       |  |  |                       |  |  |                      |  |
|                         |          | Ivan di Polack     | …                       |  |  |       |  |  |                       |  |  |                      |  |
|                         |          | Ivan di Polack     | …                       |  |  |       |  |  |                       |  |  |                      |  |
| Jewna                   |          | Ivan di Polack     |                         |  |  |       |  |  |                       |  |  |                      |  |
|                         |          | …                  | …                       |  |  |       |  |  |                       |  |  |                      |  |
|                         |          | …                  | …                       |  |  |       |  |  |                       |  |  |                      |  |
|                         |          | …                  | …                       |  |  |       |  |  |                       |  |  |                      |  |
|                         |          | …                  |                         |  |  |       |  |  |                       |  |  |                      |  |